# Miguel Ponte
Luis Miguel Limia Ponte y Manso de Zúñiga (Vitoria, 1882 – Port Mahon, Minorque, 1952) était un militaire et homme politique espagnol.
Après un poste à l’École de cavalerie de Madrid (1903-1905), Ponte alterna sa fonction d’aide de camp du roi (à partir de 1914) et une carrière de combattant au Maroc, où il fut plusieurs fois blessé, dont une fois grièvement. À l’avènement de la république en 1931, et alors qu’il occupait des fonctions administratives, Ponte, d’opinion monarchiste, se mit à conspirer contre le nouveau régime, en participant au coup de force manqué de Sanjurjo en août 1932, et plus particulièrement, au lendemain de la victoire électorale du Front populaire de février 1936, en s’impliquant avec Mola, Orgaz (et Franco plus tard), et plusieurs civils dont Calvo Sotelo, dans le complot qui allait déboucher sur la rébellion militaire de juillet 1936.
Dans le cadre de cette dernière, il réussit, en compagnie de Saliquet, à s’emparer par la violence de la garnison de Valladolid et à y proclamer l’état de guerre, avant de s’engager brièvement dans la bataille de Guadarrama, ou il fut légèrement blessé. Il devint pour peu de temps membre de la Junta de Defensa Nacional, embryon de gouvernement du camp nationaliste. Pendant la Deuxième Guerre mondiale, il cosigna (avec Kindelán, Saliquet, Dávila, Orgaz, Varela) un manifeste qui dénonçait l’emprise excessive de la Phalange sur l’État espagnol — se traduisant notamment par un soutien à l’Axe et par la poursuite de la répression — et qui demandait la restauration de la monarchie. Pendant et après la guerre, Ponte exerça de hautes fonctions militaires (général en chef de l’armée du Maroc, capitaine général d’Andalousie), siégea aux Cortes de 1943 à 1950, et présida le Conseil suprême de justice militaire.

## Biographie

### Sous la monarchie et la dictature de Primo de Rivera
Inscrit en septembre 1895 à l’Académie de formation à la cavalerie de Valladolid, Miguel Ponte en sortit diplômé en mars 1897, doté du grade de lieutenant en second, et reçut comme première affectation le Régiment de chasseurs Almansa no 13 à Zamora. Cependant, ce sont Madrid et Alcalá de Henares qui dans sa vie de garnison en Métropole seront ses villes de prédilection.
Un poste très important dans sa trajectoire professionnelle fut celui qu’il occupa à l’École militaire d’équitation de Madrid, où il prit ses fonctions en décembre 1903 pour une durée de deux ans, et où il eut le loisir de se perfectionner comme cavalier, ce qui lui permit ensuite de participer à de nombreux concours hippiques, toujours en qualité d’officier de l’armée de terre. En juillet 1909, il contracta mariage avec María del Pilar Manera Ladicho, puis, peu de mois plus tard, en novembre 1909, fut promu, par effet d’ancienneté, au grade de capitaine tandis qu’il servait en tant qu’adjoint (agregado) à Melilla (Maroc), combattant aux alentours du djébel Gourougou et de Nador, et où il resta jusqu’à son ascension au grade de commandant pour mérites de guerre le 19 février 1912.
En juin 1914, Ponte passa à servir dans l’entourage du roi Alphonse XIII, ayant en effet été nommé ayudante de órdenes (officier attaché au roi). Ce séjour auprès du souverain lui valut d’être récompensé par l’octroi du marquisat de Bóveda de Limia (en Galice), puis, plusieurs années plus tard, sous la dictature primorivériste, d’être désigné aide de camp du roi. C’est dans ce dernier office qu’il entra en contact avec Valentín Galarza, lui aussi ayudante de órdenes, qui partageait les mêmes aspirations politiques et de concert avec qui il devait prendre part le 10 août 1932 à la tentative (avortée) de coup d’État dirigée par le général Sanjurjo, ainsi qu’au soulèvement du 18 juillet 1936.
Promu entre-temps lieutenant-colonel, il fut versé de nouveau à partir de février 1919 dans différentes unités en Afrique du Nord, où, affecté à de multiples reprises dans des zones de combats, actif sur tous les lieux d’engagement dans les environs immédiats de Ceuta et de Melilla, il fut plusieurs fois blessé et décoré. Grièvement blessé en une certaine occasion, il dut être évacué vers Madrid, mais au terme de sa période de convalescence retourna en Afrique, et fut promu, pour mérites de guerre, au rang de colonel, puis de général de brigade. Revenu dans la Métropole, il occupa d’abord diverses fonctions administratives avant d’être nommé aide de camp du roi, en mars 1928.

### Deuxième République et conspirations
En 1931, après la proclamation de la Deuxième République, le général de brigade Ponte se soumit à la dénommée loi Azaña et sollicita son retrait du service actif.
Cependant, dès le mois de juin 1931, sitôt surmontée la stupeur provoquée par la chute de la monarchie, on commença à conspirer contre la république, et des réunions étaient convoquées où les généraux Miguel Ponte, José Cavalcanti et Luis Orgaz se consultaient avec des civils, parmi lesquels Fernando Gallego de Chaves Calleja (es) (marquis de Quintanar), Eugenio Vegas Latapié, Santiago Fuentes Pila, José Ignacio Escobar y Kirkpatrick, Jorge Vigón, José Calvo Sotelo, José de Yanguas Messía, Pedro Sainz Rodríguez, etc. ; le roi Alphonse XIII lui-même présida une telle réunion le 29 septembre 1932 à Paris, au logis de la vice-comtesse de la Gironde. L’historien britannique Richard A. H. Robinson indique que « la première tentative de conspiration fut dirigée par le général Luis Orgaz, lequel s’était depuis mai 1931 engagé, aux côtés du général Ponte, dans le groupe alfonsin (de même que Vallellano, Pujol et Fuentes Pila) ; le groupe se réunissait au domicile de Quintanar. »
Le 10 août 1932, ayant participé à la tentative (avortée) de coup d'État menée par le général José Sanjurjo (et connue sous le nom de Sanjurjada), Ponte dut, à la suite de l’échec du coup de force, trouver refuge au Portugal,. Ponte fut aussi l’un des participants à la réunion décisive du 8 mars 1936, tenue au domicile du député cédiste José Delgado, en prélude au coup d’État de juillet 1936, et à laquelle assistèrent également les généraux Franco et Mola.

### Coup d’État de juillet 1936 et Guerre civile
Lors de la rébellion militaire du 17 et 18 juillet 1936, dès que les actions militaires en vue de renverser le régime républicain eurent été déclenchées à Melilla, Ponte se transporta à Valladolid afin d’y diriger le soulèvement, de concert avec le général de division et membre du corps d’état-major Andrés Saliquet Zumeta. À Valladolid, le coup d’État fut perpétré le soir du 18 juillet, lorsque le commandant en chef de la VIIe Division organique, le général Nicolás Molero Lobo, fut violemment destitué par un groupe de généraux, de hauts gradés et d’officiers insurgés. Ce jour-là vers 22 h 30, ledit groupe (comprenant Ponte, Saliquet, quelques officiers de la garnison locale et un civil membre du parti Renovación Española) pénétra dans le bâtiment de l’ancienne Capitainerie, avec la complicité du capitaine Gómez Caminero, chef de la section Affectation, qui les reçut avec la garde déployée. Saliquet et Ponte eurent une entrevue avec le général Molero, interloqué par cette visite intempestive, pour le conjurer de prendre la tête du mouvement, ou sinon de céder le commandement. Le refus de Molero donna lieu à une altercation, pendant laquelle les deux assistants du général et un civil périrent dans une fusillade et où le général Molero lui-même fut blessé. Aussi la prise de contrôle de la VIIe Division organique fut-elle l’œuvre d’un groupe de militaires d’état-major dépêchés de Madrid (et donc étrangers à ladite division), sous le commandement de Saliquet, groupe qui se composait d’officiers présentant un profil assez représentatif de la faction la plus anti-républicaine de l’armée, dont notamment, outre Saliquet et Ponte, trois autres militaires du corps d’état-major. Valladolid fut du reste la première place militaire dans la Métropole où le soulèvement militaire l’emporta.
Avec le général Saliquet aux commandes, le lieutenant-colonel Enrique Uzquiano, chef d’état-major de Saliquet, remit à Ponte, désigné nouveau gouverneur, les documents, qu’il avait tout préparés, propres à proclamer l’état de guerre, et comportant également les ordres qu’il aurait à émettre le cas échéant. L’état de guerre fut alors déclaré à Valladolid aux environs de deux heures du matin. Cette déclaration, communiquée à la presse, s’énonçait comme suit :

« En peu d’heures, en Espagne, le mythe du marxisme et des sans-patrie s’est retrouvé brisé et leur fantasme menaçant évanoui. Pour obtenir cet effet, le geste de l’armée espagnole, merveilleusement secondée par des groupes de patriotes, aura suffi. (...) L’Espagne est de retour, par les prestiges de sa glorieuse tradition. La victoire est assurée. Il n’y a plus ni poings levés, ni âpres figures menaçantes. Aujourd’hui en Espagne ne s’aperçoivent plus que les visages souriants de nos soldats et les bras virils de l’immense population qui les a appuyés, ouverts à la cordialité, à la noble effusion qu’inspirent le haut idéal du patriotisme et les réalités de Paix et de Justice qui depuis ce jour règnent dans notre patrie. Vive l’Espagne !

Valladolid, 20 juillet 1936. »

Après s’être ainsi, dans un premier temps, chargé du gouvernement civil, Ponte s’incorpora ensuite dans la colonne de l’Alto del León, dans les rangs de laquelle il participa à la bataille de Guadarrama, où il fut légèrement blessé. Tandis que Franco faisait transmettre, par le truchement du consul d’Italie à Tanger, un message presque fraternel aux autorités portugaises, Ponte fut envoyé le 24 juillet à Lisbonne, porteur d’une demande urgente de médicaments.
Ponte devint membre de la Junta de Defensa Nacional (qui assuma le gouvernement de l’État au nom du camp nationaliste entre le 24 juillet et le 1er octobre 1936), avec le grade de lieutenant-général. Saliquet et Ponte étaient les deux généraux ayant rejoint cet organe au départ de Valladolid,.
Après qu’il eut été décidé par la Junte que le général Cabanellas se vouerait exclusivement à travailler au sein de la Junte, et renoncerait donc au commandement de la 5e division organique, c’est un autre membre de la même Junte, le général Ponte, qui fut choisi pour assumer ce poste vacant à Saragosse, siège de ladite division. Il passa les derniers mois de la guerre civile comme chef de la 5e division d’infanterie, puis comme commandant en chef des Corps de troupe I et V de l’armée insurgée.

### Sous le régime franquiste
Le 8 août 1939, il fut désigné capitaine général des îles Baléares, mais n’occupa que pendant 9 jours ce poste, celui-ci étant en effet bientôt attribué à Alfredo Kindelán, et passa le 16 août à exercer la fonction de commandant supérieur des forces armées espagnoles au Maroc,. Concomitamment à son ascension au grade de lieutenant-général, le 12 avril 1940, il fut nommé général en chef de l’armée du Maroc, avec siège à Ceuta, occupant ce poste jusqu’en mai 1941, date à laquelle il reçut une nouvelle affectation à Séville comme capitaine général de la 2e région militaire. En décembre de la même année, si le général Kindelán exprima ouvertement ses griefs contre la politique du gouvernement franquiste, critiquant la bureaucratie phalangiste, la poursuite des exécutions capitales, les prises de position officielles trop favorables aux puissances de l’Axe, et mettant en doute la victoire finale de l’Allemagne, plusieurs de ses pairs, dont Saliquet, Dávila, Orgaz, Varela et Ponte, partageaient les points de vue de Kindelán, sans s’enhardir encore à les afficher publiquement.
Nommé procureur (membre) des Cortes, il siégea dans cette assemblée de 1943 à 1949, parallèlement à sa charge de président du Conseil suprême de justice militaire. En 1943, il figura parmi les 17 procureurs qui, en même temps que dix autres personnalités, signèrent le Manifeste des vingt-sept, appuyé également par Joan Ventosa, lui aussi procureur des Cortes, manifeste par lequel ils demandaient la neutralité dans la guerre mondiale alors en cours, la restauration monarchique en la personne de Don Juan, et la reconstitution de la Lliga Catalana, ancien parti de Ponte. Franco réagit prudemment, s’entretenant un à un avec chacun des signataires et obtenant quelques rétractations, limogeant abruptement les membres du Conseil national, avançant le départ à la retraite de Galarza, mais maintenant Ponte à son poste de capitaine général d’Andalousie,.
Il fut nommé en décembre 1951 « fils adoptif » de la ville de Port Mahon, où il avait jadis contracté mariage et avait été affecté pendant quelques années. Il co-assuma la plus haute fonction de l’État du 22 au 27 octobre 1949, comme membre d’un Conseil de régence, présidé par Esteban de Bilbao Eguía, à l’occasion d’une absence de Franco, en voyage officiel au Portugal.
Ponte mourut en janvier 1952 à Port Mahon, sur l’île de Minorque.

## Inculpation posthume de crimes contre l’humanité et de détention illégale (2008)
En 2008, Miguel Ponte fut l’un des 35 haut placés du franquisme mis en accusation par l’Audience nationale dans le cadre de la procédure engagée par le juge Baltasar Garzón pour délits présumés de détention illégale et de crimes contre l'humanité commis au cours de la Guerre civile et des premières années du régime de Franco. Toutefois, le juge déclara éteinte la responsabilité pénale de Ponte, après qu’il eut reçu confirmation indubitable de son décès, survenu cinquante-six ans auparavant,. L’instruction de cette affaire fut à ce point polémique que Garzón vint à être inculpé lui-même de prévarication et dut passer en jugement ; cependant, il fut acquitté en février 2012 par le Tribunal suprême.

## Écrits de Miguel Ponte
- La Caballería en la actualidad: Sus características y su empleo, tanto en una guerra regular como en Marruecos, dans : Estado Mayor Central del Ejército, Curso de información para el Mando y especial para coroneles de las armas combatientes 1924- 1925. Conférences prononcées pendant la première période dudit cours, Ateliers du Dépôt du ministère de la Guerre, Madrid, 1924, p. 95- 132[23].